# Freikorps Lützow

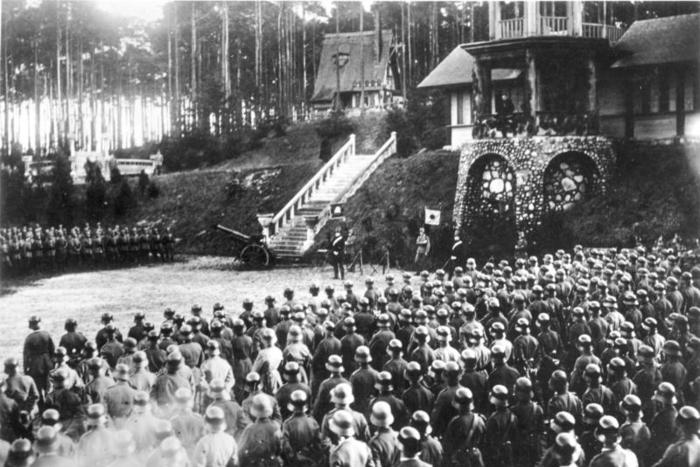
Feier des Freikorps Lützow zum einjährigen Bestehen im Jahr 1920 in Zossen bei Berlin.

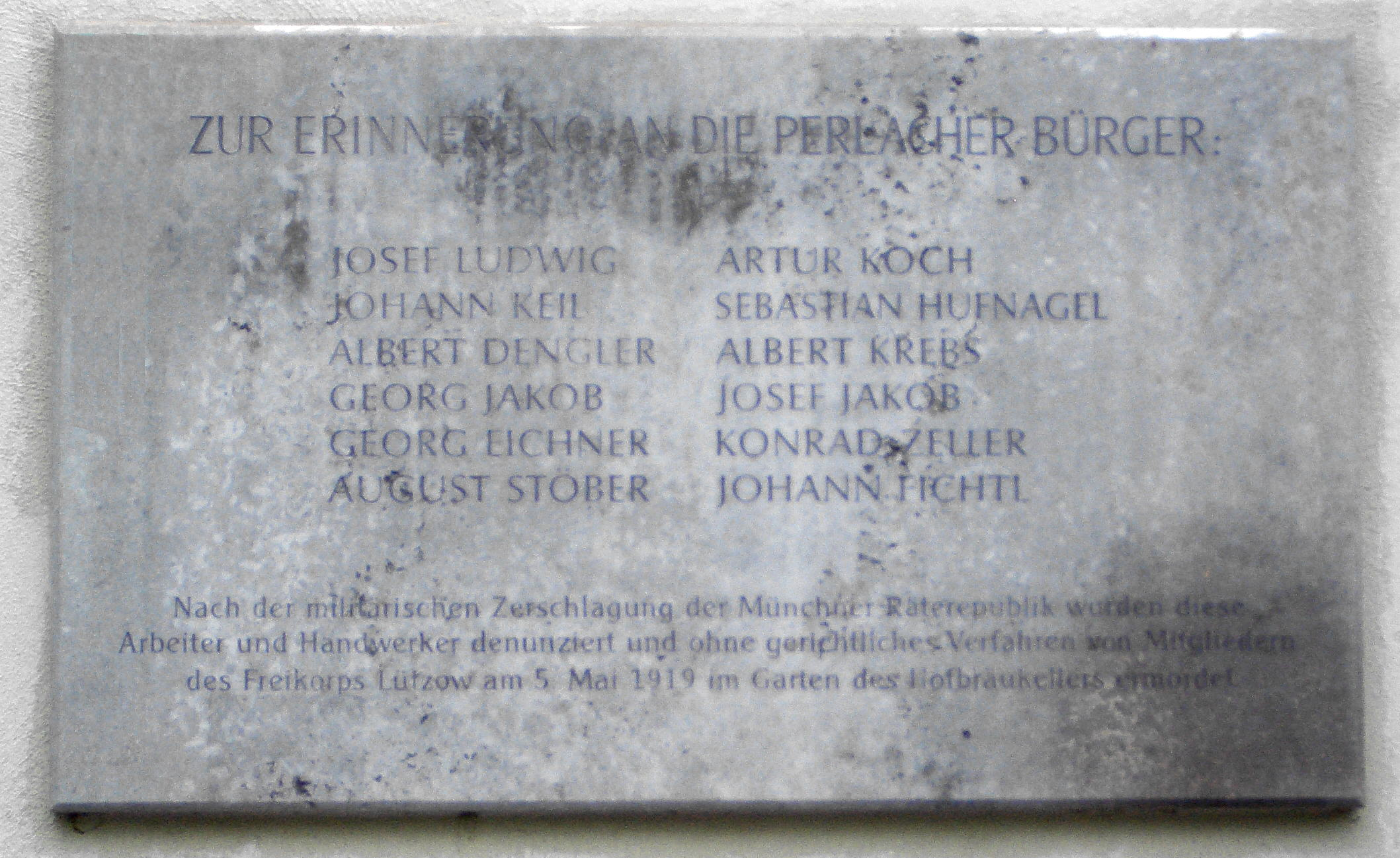
Gedenktafel zur Erinnerung an die Ermordung von zwölf Perlacher Bürgern durch das Freikorps Lützow am 5. Mai 1919 im Garten des Hofbräukellers; Wiener Platz, München

Das Freikorps Lützow war ein rechtsgerichteter paramilitärischer Verband in den der Novemberrevolution folgenden Aufständen in Deutschland. Es bestand von Januar 1919 bis April 1920.

## Geschichte
Das Freikorps wurde am 17. Januar 1919 in Berlin von den drei Offizieren der Preußischen Armee Major Hans von Lützow, Hauptmann Erich von Bibow und Leutnant Walter Dehn gegründet. Die Namensähnlichkeit mit dem Lützowschen Freikorps aus den Befreiungskriegen beruhte auf dem Namen des Kommandeurs. Die Finanzierung der Freikorps erfolgte aus den Mitteln des Antibolschewistenfonds der deutschen Wirtschaft, der am 10. Januar 1919 in Berlin mit nominal 500 Millionen Reichsmark gegründet und einem 50 Millionen Sofort-Bankkredit ausgestattet wurde. Neben der Finanzierung der militärischen Zerschlagung der deutschen Räterepubliken flossen auch viele Gelder in die antibolschewistisch-nationalistische Propaganda sowie Einwohnerwehren und nationalistisch-sozialistischen Arbeiterparteien. 
Das Freikorps bestand aus vier, später drei Kavallerie-Schützen-Eskadronen.
Das Freikorps bildete ein Sammelbecken für Soldaten und Offiziere, die nach der Demobilisierung nicht mehr in das zivile Leben zurückfanden und die der neu gegründeten Weimarer Republik ablehnend gegenüberstanden. Auf dem Höhepunkt hatte das Freikorps annähernd 1.500 Mann in seinen Reihen. Das Freikorps Lützow zeichnete sich von Anbeginn an durch eine militant antirepublikanisch-antisozialistische bzw. antikommunistische Gesinnung aus. Zum ersten Einsatz kam es bei den Berliner Märzkämpfen 1919, bei denen insgesamt durch die Freikorpsverbände in den Straßenkämpfen mindestens 1.200 Menschen getötet wurden, darunter auch viele Unbeteiligte. Das Freikorps war an der Niederschlagung der Münchner Räterepublik beteiligt und führte anschließend einen blutigen Feldzug gegen vermeintliche Sympathisanten.
Am 5. Mai 1919 erschossen Angehörige des Freikorps in Perlach 12 Arbeiter ohne Gerichtsverfahren. Vorausgegangen war, dass der Pfarrer Robert Hell die Personen als Sozialdemokraten denunziert hatte. Die Erschossenen hatten sich weder politisch engagiert noch waren sie an den Kämpfen beteiligt gewesen. Die Täter wurden nie dafür belangt. Auch ein Antrag der Hinterbliebenen auf Rentenanspruch wurde Mitte August 1921 abgelehnt, mit der Begründung, dass die Erschießungen nicht offene Gewalt gewesen seien.
Bei der Bekämpfung des Arbeiteraufstandes im Ruhrgebiet wurden auf Geheiß der sozialdemokratischen Regierung ebenfalls Freikorps-Verbände in großem Stil eingesetzt. Der Kampf wurde von beiden Seiten mit größter Brutalität geführt und die letztlich siegreichen Regierungstruppen rechneten erbarmungslos mit den unterlegenen Arbeitern ab. Das Freikorps Lützow erlitt in den Ruhrkämpfen gegen die Rote Ruhrarmee der aufständischen Ruhrarbeiter jedoch 1920 schwere Verluste im Kampf um die Stadt Remscheid und wurde dabei fast aufgerieben. Im April 1920 wurde es schließlich aufgelöst.
Die Reste des Freikorps gingen im Reichswehr-Jäger-Bataillon 30 der Vorläufigen Reichswehr auf.